# Tarbaleopsis stellae
Tarbaleopsis stellae är en insektsart som beskrevs av Kevan, D.K.M. 1966. Tarbaleopsis stellae ingår i släktet Tarbaleopsis och familjen Pyrgomorphidae. Inga underarter finns listade i Catalogue of Life.